# Time (canción de Anastacia)
Time es una canción del disco Anastacia de la cantante estadounidense Anastacia. La canción tuvo mucho éxito, pero no se publicó como sencillo, obteniendo un videoclip que se mostró en la gira Live At Last.

## Estreno
Se estrenó junto a la publicación del disco, además de que se aconsejó como sencillo, por la admiración de los fanes. Después se hizo el videoclip y se estrenó en las cadenas musicales de Europa y en YouTube, y se incluía en el DVD de su gira Live At Last, pero en sí, la canción no tuvo promoción.

## Videoclip
El videoclip se grabó en 2004, en el que sale Anastacia desnuda, pero solo se muestra del cuello para arriba. En ocasiones aparece con una gafas negras y relucientes y en otras se ven los ojos y los labios pintados de rosa, con pendientes brillantes y al principio y al final del videoclip muestra el tatuaje que tiene en la parte inferior de la espalda. El videoclip oficial es un "remix" de la canción, pero hay una versión completa.
- Videoclip Time (Versión completa)
- Videoclip Time (Remix)

### Radio
| \| América \| \| \| Canadá[1] \| 2 \| \| Estados Unidos[2] \| 2 \| \| Asia \| \| \| Japón[3] \| 11 \| \| Europa \| \| \| Alemania[4] \| 4 \| \| Austria[5] \| 3 \| \| Bélgica[6] \| 22 \| \| Francia[7] \| 42 \| \| Suiza[8] \| 2 \| \| Oceanía \| \| \| Australia[9] \| 4 \| |          |
| País | Posición |
| América |          |
| Canadá | 2        |
| Estados Unidos | 2        |
| Asia |          |
| Japón | 11       |
| Europa |          |
| Alemania | 4        |
| Austria | 3        |
| Bélgica | 22       |
| Francia | 42       |
| Suiza | 2        |
| Oceanía |          |
| Australia | 4        |